# IND Queens Boulevard Line

LIND Queens Boulevard Line est desservie par les lignes E et F, M et R.

 (septembre 2022).
Si vous disposez d'ouvrages ou d'articles de référence ou si vous connaissez des sites web de qualité traitant du thème abordé ici, merci de compléter l'article en donnant les références utiles à sa vérifiabilité et en les liant à la section « Notes et références ».
L'IND Queens Boulevard Line est une section intégralement souterraine du métro de New York qui relie les arrondissements de Manhattan et du Queens. Elle permet de traverser Manhattan sous la 53e rue, et continue à l'est jusqu'au quartier de Jamaica. La section à deux voies située à Manhattan est également appelée 53rd Street Line. Selon des chiffres de 2010, elle est utilisée par  251 456 personnes par jour en moyenne en semaine.